# Tipula unirubra
Tipula unirubra är en tvåvingeart som beskrevs av Alexander 1935. Tipula unirubra ingår i släktet Tipula och familjen storharkrankar. Inga underarter finns listade i Catalogue of Life.